# Identitetspolitik
Identitetspolitik er en betegnelse for politiske holdninger, der tager udgangspunkt i en bestemt befolkningsgruppes religion, etnicitet, seksualitet eller anden særlige identitet, og som især sigter på at varetage denne gruppes interesser. Det er således en form for identitetspolitik, når der føres politik ud fra bestemte gruppers sociale og kulturelle kendetegn. Der er således tale om værdipolitiske emner eller holdninger på områder, der handler om ikke-materielle værdier. Dermed står identitetspolitik i modsætning til fordelingspolitik, der handler om fordelingen af samfundets materielle goder.

## Etymologi og historie
Ordet kendes på dansk siden 1994. Det er oversat fra det engelske identity politics med samme betydning. På engelsk er udtrykket kendt i hvert fald siden 1977, hvor det er blevet anvendt af den sorte feministiske gruppe Combahee River Collective. Ifølge professor Ove Korsgaard er fænomenet dog langt ældre end navnet. Således opfatter han den danske bondebevægelse i 1800-tallet og arbejderbevægelsen i begyndelsen af 1900-tallet som eksempler på identitetspolitiske grupper, der kæmpede for at indtage en større rolle i det danske samfund.
I nutidigt sprogbrug anvendes identitetspolitik til at beskrive folk af en bestemt race, etnicitet, køn, kønsidentitet, seksuel orientering, alder, samfundslag, handicap, uddannelse, religion, sprog, profession, politisk parti, militærmæssig baggrund og geografisk oprindelse. Disse mærkater er ikke gensidigt udelukkende, men ses ofte i sammenhænge hvor de indgår i en fælles gruppe som f.eks. afroamerikanske homoseksuelle kvinder.

## Identitetspolitik i Danmark
I løbet af 2010'erne blev de amerikanske universiteter en kampplads for den moderne debat om identitetspolitik. Med inspiration fra USA opstod også identitetspolitiske diskussioner på de danske universiteter, ofte i forbindelse med bevægelser som stiller krav om hensyntagen og fokus på diskrimination. Identitetspolitik kan således både tilhøre venstrefløjen og højrefløjen. Blandt eksempler på identitetspolitiske mobiliseringer nævner dagbladet Information Black Lives Matter, Dansk Folkeparti, Borgerrettighedsbevægelsen, Kvindebevægelsen, LGBT Danmark, foreningen Ansvarlig Presse, sønderjyder, der kæmper for større fokus på Udkantsdanmark, eller muslimer, der kæmper for større respekt for islamiske traditioner. Også betoning af danskhed kan opfattes som et identitetspolitisk udsagn.
Blandt de danske repræsentanter for identitetspolitikken er professor Mikkel Thorup, der har skrevet bogen Kampen om identitetspolitik. Thorup tilslutter sig venstrefløjen og anerkender minoriteternes anliggende.